# Gabrielle Marion-Rivard
Pour les articles homonymes, voir Marion et Rivard.
« Gabrielle Marion » redirige ici. Pour les autres significations, voir Gabrielle Marion (homonymie).
Gabrielle Marion-Rivard ou Gabrielle Marion, née le 6 juin 1992 à Montréal (Québec, Canada), est une actrice et chanteuse francophone (notamment de pop) canadienne québécoise, également mime, clown et danseuse traditionnelle. Elle est connue pour son rôle dans le film Gabrielle en 2013, pour lequel elle obtient le Prix Écrans canadiens de la meilleure actrice l'année suivante. Elle a aussi participé à l'album Les Duos improbables 2, chantant Bravo Monsieur le monde en duo avec Yann Perreau. Atteinte du syndrome de Williams et Beuren, elle milite sur le sujet et pour les personnes handicapées ou légèrement déficientes intellectuellement en général.

## Filmographie
- Katie Chats en 2011[4]
- Gabrielle en 2013[5]